# GOT1
GOT1 (англ. Glutamic-oxaloacetic transaminase 1) – білок, який кодується однойменним геном, розташованим у людей на короткому плечі 10-ї хромосоми.  Довжина поліпептидного ланцюга білка становить 413 амінокислот, а молекулярна маса — 46 248.
| 10         |  | 20         |  | 30         |  | 40         |  | 50         |
| ---------- |  | ---------- |  | ---------- |  | ---------- |  | ---------- |
| MAPPSVFAEV |  | PQAQPVLVFK |  | LTADFREDPD |  | PRKVNLGVGA |  | YRTDDCHPWV |
| LPVVKKVEQK |  | IANDNSLNHE |  | YLPILGLAEF |  | RSCASRLALG |  | DDSPALKEKR |
| VGGVQSLGGT |  | GALRIGADFL |  | ARWYNGTNNK |  | NTPVYVSSPT |  | WENHNAVFSA |
| AGFKDIRSYR |  | YWDAEKRGLD |  | LQGFLNDLEN |  | APEFSIVVLH |  | ACAHNPTGID |
| PTPEQWKQIA |  | SVMKHRFLFP |  | FFDSAYQGFA |  | SGNLERDAWA |  | IRYFVSEGFE |
| FFCAQSFSKN |  | FGLYNERVGN |  | LTVVGKEPES |  | ILQVLSQMEK |  | IVRITWSNPP |
| AQGARIVAST |  | LSNPELFEEW |  | TGNVKTMADR |  | ILTMRSELRA |  | RLEALKTPGT |
| WNHITDQIGM |  | FSFTGLNPKQ |  | VEYLVNEKHI |  | YLLPSGRINV |  | SGLTTKNLDY |
| VATSIHEAVT |  | KIQ        |  |            |  |            |  |            |

A: Аланін

C: Цистеїн

D: Аспарагінова кислота

E: Глутамінова кислота

F: Фенілаланін

G: Гліцин

H: Гістидин

I: Ізолейцин

K: Лізин

L: Лейцин

M: Метіонін

N: Аспарагін

P: Пролін

Q: Глутамін

R: Аргінін

S: Серин

T: Треонін

V: Валін

W: Триптофан

Кодований геном білок за функціями належить до трансфераз, амінотрансфераз. 
Задіяний у такому біологічному процесі як біосинтез амінокислот. 
Білок має сайт для зв'язування з піридоксаль-фосфатом. 
Локалізований у цитоплазмі.